# Larisa Pankova
Pour les articles homonymes, voir Pankova.
Larisa Pankova, née le 12 mai 1991 à Shelekhov, est une coureuse cycliste russe. Active durant les années 2010, elle a été championne d'Europe sur route espoirs en 2011. Elle a représenté la Russie aux Jeux olympiques de 2012, où elle a pris la 38e place de la course sur route.

## Palmarès
- 2010
  - 3e du championnat de Russie sur route
  - 7e du championnat d'Europe du contre-la-montre espoirs
- 2011
  -  Championne d'Europe sur route espoirs
  - 2e étape de Gracia Orlova
  -  Médaillé d'argent du championnat d'Europe du contre-la-montre espoirs
  - 3e du Tour de Feminin - O cenu Ceskeho Svycarska
  - 3e du championnat de Russie sur route
- 2012
  - Tour de Feminin - O cenu Ceskeho Svycarska :
    - Classement général
    - 1re, 3e et 5e étapes